# Hardemo församling
Hardemo församling är en församling i Kumla pastorat i Södra Närkes kontrakt i Strängnäs stift. Församlingen ligger i Kumla kommun i Örebro län (Närke).

## Administrativ historik
Församlingen har medeltida ursprung och utgjorde till 1942 ett eget pastorat. Församlingen var från 1942 till 1962 moderförsamling i pastoratet Hardemo och Kräcklinge för att från 1962 vara annexförsamling i pastoratet Kumla och Hardemo där från 1991 även Ekeby församling ingår.

## Kyrkor
- Hardemo kyrka